# Dolabellas båge
Dolabellas båge eller Dolabellas och Silanus båge (latin Arcus Dolabellae et Silani) är en antik romersk båge på kullen Caelius i distriktet Celio i Rom. Den uppfördes år 10 på uppdrag av konsulerna Publius Cornelius Dolabella och Gaius Iunius Silanus.
Bågens överbyggnad är rester efter Aqua Claudia.